# چه‌چینا (توسکانی)
چه‌چینا (به ایتالیایی: Cecina) یک کومونه در ایتالیا است که در استان لیورنو واقع شده‌است. چه‌چینا ۴۲٫۵ کیلومتر مربع مساحت و ۲۸٬۱۲۰ نفر جمعیت دارد و ۱۵ متر بالاتر از سطح دریا واقع شده‌است.

## خواهرخوانده
شهرهای گیلشینگ، سائونتو و Sin-le-Noble خواهرخوانده‌های چه‌چینا (توسکانی) هستند.